# Steven Andskär
Steven Andskär, né le 30 octobre 1964 à Stockholm, est un pilote automobile suédois. Sa carrière débute au milieu des années 1970 lorsqu'il participe à des courses de karting. Au début des années 1980, il concourt à quelques courses en Formule 3, avant de s'engager en Formule 3000 entre 1986 et 1988. Par la suite, Andskär participe à des courses de voitures de tourisme. Il s'est notamment engagé sept fois aux 24 Heures du Mans, ainsi qu'aux 24 Heures de Daytona.
Steven Andskär a passé de nombreuses années au championnat du Japon de Sport-Prototypes, aux côtés de George Fouché.